# مجلس أبحاث الآداب والعلوم الإنسانية
تأسس مجلس أبحاث الآداب والعلوم الإنسانية في أبريل عام 2005 خلفًا لمجلس أبحاث الآداب والعلوم الإنسانية، وهو مجلس أبحاث بريطاني؛ وهيئة عامة غير حكومية تقدم نحو 102 مليون جنيه إسترليني من قِبل حكومة لدعم البحث والدراسات العليا في الآداب والعلوم الإنسانية بداية من اللغات والقانون وعلم الآثار والأدب الإنجليزي حتى التصميم والفنون الإبداعية والتعبيرية. ويقدم مجلس أبحاث الآداب والعلوم الإنسانية كل عام ما يقرب من 700 منحة بحثية ونحو 1.350 منحة للدراسات العليا. ويتم تقديم المنح بعد عملية استعراض أقران شديدة الدقة للتأكد من أن المتقدمين المؤهلين بدرجة عالية هم فقط الذين يحصلون على التمويل.

## الأبحاث الممولة حديثًا

### مشروع ضفة نهر ميغليث ستونهنج
يعتبر مشروع ضفة نهر ميغليث ستونهنج دراسة بحثية أثرية كبرى تستغرق 5 سنوات حيث يمولها مجلس أبحاث الآداب والعلوم الإنسانية، وتهتم الدراسة بتطور المنظر الطبيعي عند ميغليث ستونهنج في العصرين الحجري والبرونزي في بريطانيا. وتحديدًا يهتم المشروع بالعلاقة بين الأحجار والآثار والمظاهر المحيطة بما يتضمن نهر أفون وجدران دورينجتون وضفاف الكرسوس، ومنطقة الجادة، وأحجار الوودهينج، وتل القبر، والأحجار المنتصبة القريبة. وفي أغسطس عام 2009 اكتشف المشروع دائرة حجرية جديدة أطلق عليها فريق البحث اسم ستونهنج الزرقاء، وتقع على نحو بُعد ميل واحد من ستونهنج في ولتشير بإنجلترا. وتتم إدارة المشروع من قبل جمعية الفرق البحثية الجامعية. ويديره البروفيسور باركر بيرسون الأستاذ بجامعة شيفلد، بالتعاون مع د.جوش بولارد (جامعة برستول)، والبروفيسور جوليان توماس (جامعة مانشستر)، ود.كيت ولهام (جامعة بورنموث)، ود.كولين ريتشاردز (جامعة مانشستر) كمديرين مساعدين.

### قاعدة بيانات الجندية في العصور الوسطى
قام الباحثون بجامعة ريدنج وجامعة سوثامبتون بتحليل المصادر التاريخية مثل سجل مخطوطات تفقد الجنود في الأرشيف الوطني بمقاطعة كيو ومكتبة فرنسا الوطنية بباريس (سجلات الحاميات الإنجليزية في فرنسا). وتمكّن قاعدة بيانات الجنود في العصور الوسطى الموجودة عبر الإنترنت الناس من البحث عن الجنود من خلال اللقب أو الرتبة أو سنة الخدمة. وتحتوي قاعدة البيانات الموجودة عبر الإنترنت على 250.000 سجل خدمة للجنود والذين كانوا يؤدون واجب الخدمة في المراحل الأخيرة من حرب المائة عام (1369-1453).

### إجراءات محكمة أولد بيلي عبر الإنترنت
لقد مكّنت منحة بحثية قدمها مجلس أبحاث الآداب والعلوم الإنسانية الأكاديميين من جامعة هيرتفوردشاير وجامعة شيفلد والجامعة المفتوحة من مضاعفة حجم معلومات إجراءات المحاكمات التابعة لمحكمة أولد بيلي المتوفرة لعرضها على الموقع الإلكتروني لإجراءات محكمة أولد بيلي عبر الإنترنت، ولتوفير الوصول إلى المصدر الأكبر الوحيد للبحث عن معلومات حول حياة البريطانيين العاديين وسلوكهم، الأمر الذي لم ينشر من قبل.
يوفر موقع إجراءات أولد بيلي عبر الإنترنت مجموعة رقمية قابلة للبحث الكامل تضم سجلات الإجراءات الباقية من عام 1674 إلى عام 1913، وقضاة بيانات سجن نيوجيت من عام 1679 إلى عام 1772. كما أنه يتيح الوصول إلى ما يزيد عن 197.000 محاكمة وتفاصيل سير ذاتية لنحو 2.500 رجل وامرأة حكم عليهم بالإعدام في تيبيرن.

## المهمة
إن رؤية مجلس أبحاث الآداب والعلوم الإنسانية أن يصبح مجلسًا رائد عالميًا في مجال دعم أبحاث الآداب والعلوم الإنسانية.
وأما غايات مجلس أبحاث الآداب والعلوم الإنسانية فهي:
- تطوير ودعم إنتاج أبحاث ذات مستوى عالمي في الآداب والعلوم الإنسانية.
- تطوير ودعم التدريبات بعد الجامعية ذات المستوى العالمي المصممة لتأهيل الخريجين لأعمال البحث أو مسارات العمل الاحترافي الأخرى.
- تعزيز أثر أبحاث الآداب والعلوم الإنسانية بتشجيع الباحثين على نشر ونقل المعرفة إلى سياقات أخرى حيث يمكن أن تصنع فرقًا.
- إعلاء مكانة أبحاث الآداب والعلوم الإنسانية وأن يكون داعمًا مؤثرًا لأهميتها الاجتماعية والثقافية والاقتصادية.